# NGC 5790
NGC 5790 ist eine 14,0 mag helle linsenförmige Radiogalaxie vom Hubble-Typ S0-a im Sternbild Bärenhüter am Nordsternhimmel, sie ist schätzungsweise 494 Millionen Lichtjahre von der Milchstraße entfernt. 
Sie wurde am 16. Mai 1884 von Édouard Stephan entdeckt.